# Danylo Konovalov
Danylo Viacheslavovych Konovalov (en ucraniano: Данило В'ячеславович Коновалов; Mykolaiv, 18 de abril de 2003) es un deportista ucraniano que compite en saltos de trampolín.
Ganó dos medallas en el Campeonato Europeo de Natación, en los años 2022 y 2025. En los Juegos Europeos de Cracovia 2023 consiguió dos medallas de oro, en las pruebas de trampolín 3 m sincro y equipo mixto.
Participó en los Juegos Olímpicos de París 2024, ocupando el séptimo lugar en la prueba sincronizada.

## Palmarés internacional
| Juegos Europeos    | Juegos Europeos   | Juegos Europeos   | Juegos Europeos      |
| Año                | Lugar             | Medalla           | Prueba               |
| ------------------ | ----------------- | ----------------- | -------------------- |
| 2023               | Rzeszów (Polonia) | Medalla de oro    | Trampolín 3 m sincro |
| 2023               | Rzeszów (Polonia) | Medalla de oro    | Equipo mixto         |
| Campeonato Europeo |                   |                   |                      |
| Año                | Lugar             | Medalla           | Prueba               |
| 2022               | Roma (Italia)     | Medalla de plata  | Equipo mixto         |
| 2025               | Antalya (Turquía) | Medalla de bronce | Trampolín 1 m        |